# 호세이 대학
호세이 대학(일본어: 法政大学 호세이다이가쿠[*], 영어: Hosei University)은 도쿄도 지요다구 후지미에 본부를 두고 있는 일본의 명문 사립 대학이다. 도쿄 6대학 중 하나이며, MARCH 중 하나이다. 대학의 약칭은 호세이(일본어: 法政) 또는 호다이(일본어: 法大)이다.

## 개요

### 대학 전체

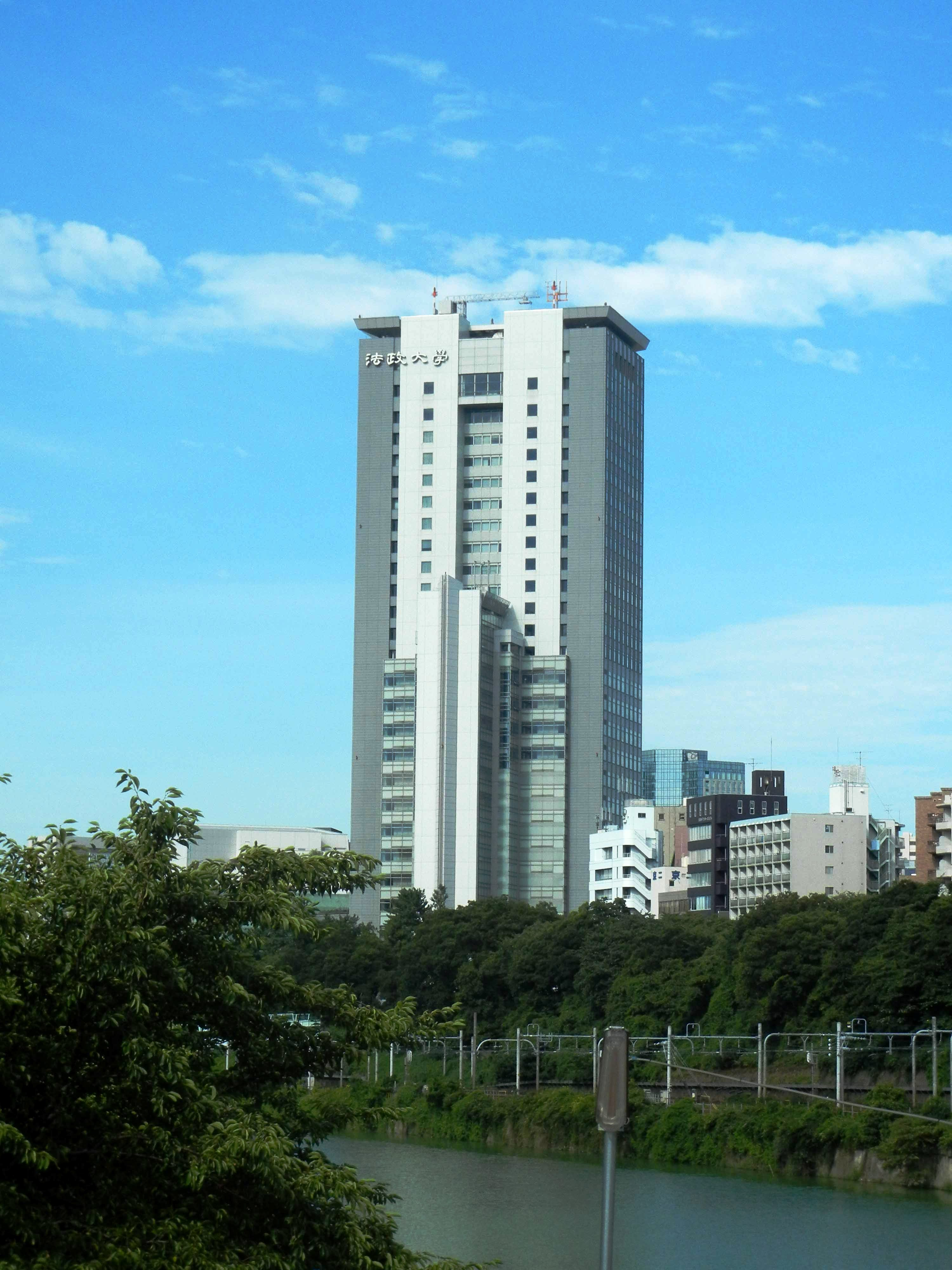
보아소나드 타워

호세이 대학은 1880년 4월 설립된 도쿄 법학사(東京法学社)와 1886년 설립된 도쿄 불학교(東京仏学校)를 전신으로 하는 대학이다.
메이지 초기 자유민권운동이 고양되고, 근대법제도의 정비가 요구된 시대를 배경으로 프랑스 법계의 근대적인 법과 권리의무를 교육하는 사립 법률학교로 창설 되었다.
1920년 대학령에 의해 대학이 된 사립 대학 중 하나이며, 일본의 사립 대학 중에서 가장 오래된 법학부를 보유하고 있다.
현재는 15학부, 17대학원 연구과가 있는 종합 대학이며, 2014년 슈퍼 글로벌 대학에 선정되었다.
설립자 외에도 초대 교감인 귀스타브 에밀 보아소나드와 초대 총리(총장)인 우메 겐지로를 학조(学祖)로 하고 있다.

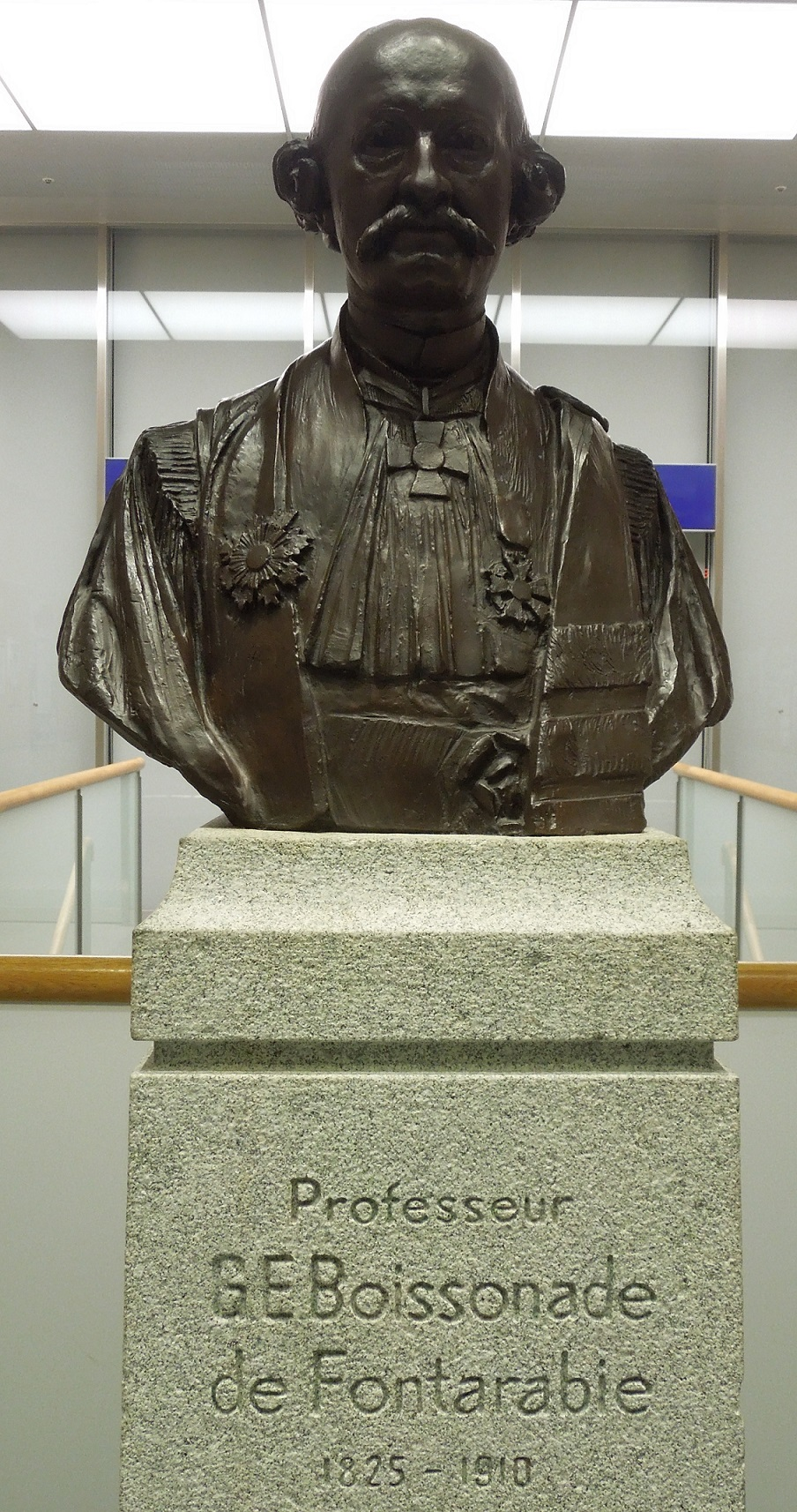
보아소나드 박사.

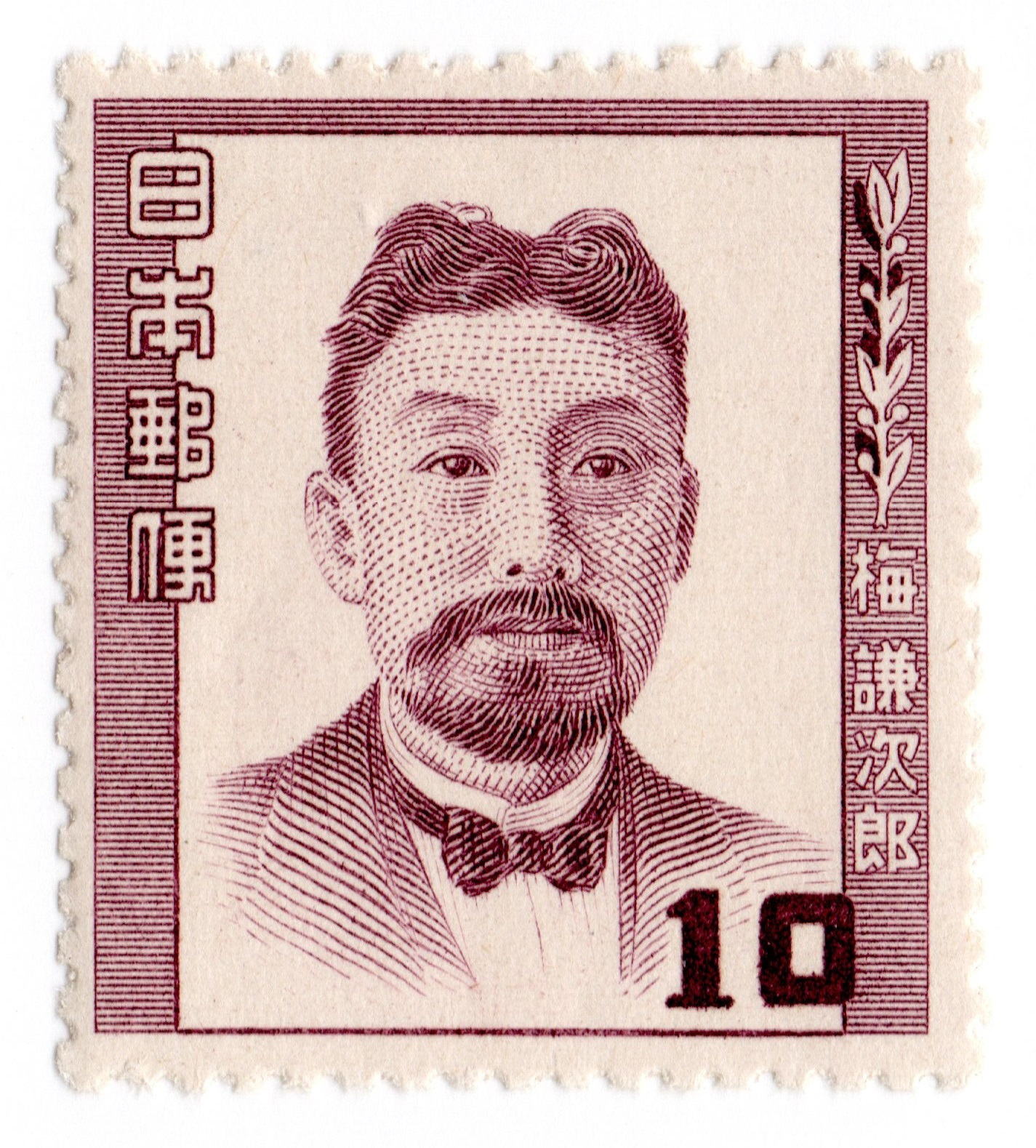
우메 겐지로 우표. 1952년 우정성 발행. 쇼와 시대 우표에 등장한 유일한 일본인 법학자.

본부 및 다수의 문과 학생이 다니는 이치가야 캠퍼스는 도쿄도 지요다구에 위치한다. 옛 에도성과 고쿄, 기타노마루 공원, 야스쿠니 신사 부근에 입지하고 있어 도심 녹지에 둘러싸여 있다.
쇼와 후기에는 교외로 캠퍼스를 넓혀 현재는 이치가야, 고가네이, 다마 3캠퍼스 체제이다.

### 이념
자유로운 학풍과 진취의 기상
건학 이래 "자유로운 학풍과 진취의 기상"을 교풍으로 하고있다. "자유와 진보 (自由と進歩)"는 1880년 "도쿄 법학사 개교 취지"에 기술되어 있으며, "진취의 기상(進取の気象)"은 호세이 대학 교가에 포함되어 있다. 

또한, 전후(戦後) "독립 자유로운 인격 형성", "학문을 통한 휴머니티의 앙양(昂揚)", "일본인의 사회 생활 향상에 기여하는 인재의 육성"을 학교 전통에 인도주의 정신을 가미한 3개의 지침으로 정하고 있다.
| “ | 1. 우리 학교의 사명(使命)은 건학 이후 쌓아 온 "자유와 진보(自由と進歩)" 정신과 공정한 판단력을 갖고, 주체적, 자립적 그리고 창조적으로 새로운 시대를 구축해갈 인재를 육성하는 것이다. 2. 우리 학교의 사명(使命)은 학문의 자유를 기본으로 하여, 진리의 연구와 "진취의 기상(進取の気象)"을 통해 학술의 발전에 기여하는 것이다. 3. 우리 학교의 사명(使命)은 격동하는 21세기의 다양한 과제들을 해결하고 "지속 가능한 사회 구축"에 공헌하는 것이다. | ” |

### 교육 및 연구
전신인 도쿄 법학사(東京法学社)는 일본의 5대 법률학교 가운데 최초로 설립되었다. 일본의 사립 대학 중에서 가장 오래된 법학부를 보유하고 있다.

일본 사립 대학으로는 처음으로 사회학부가 설치되었고, 경제학부는 게이오기주쿠 대학에 이어 2번째, 경영학부도 메이지 대학에 이어 2번째로 설치되었고 많은 전통학부가 존재한다. 

1947년에는 일본 최초의 대학 통신 교육 과정을 설립하였다.
기업 측에 학생을 파견하고 단기 취업을 통해 경험을 쌓는 인턴십 프로그램도 다른 대학들 보다 먼저 시행하였다.
또한 인생 설계와 취업 활동 등에 대한 의식 형성을 위한 "캐리어디자인학"을 수강할 수 있고, 학부에 상관없이 1학년부터 교양 과목으로 수강할 수 있다.
2011년에는 "공무 인재 육성센터"를 설치하여 공무원 강좌, 법조계 강좌를 통해 공무 인재 육성에도 힘을 쓰고 있다.
2014년에는 국제 사회에서 활약하는 인재를 육성하기 위한 "글로벌 교육 센터"를 개설하였으며, 각 학부의 커리큘럼에 따라 해외 유학제도나 국제봉사, 국제인턴십 등의 다양한 국제교육프로그램을 개설하였다. 교내에는 "영어 강화 프로그램(ERP)"과 원어민과 영어로 대화할 수 있는 "G라운지"를 모든 캠퍼스에 설치 하였으며, 이외에도 영어 실력을 향상시킬 수 있는 다양한 환경을 갖추고 있다.
2003년부터는 교육의 질 향상을 위해 Faculty Development(통칭 FD)프로그램을 실시하고 있다.
구체적인 예로, 수업의 만족도 등을 학생이 평가하는 "학생에 의한 수업 평가 설문조사"를 매년 2회 시행 하고 있다. 2008년에는 총장실에 "대학 평가실"을 설치하여 정보 수집, 조사, 분석을 통한 대학 점검 및 평가를 하고 있다.

### 교가
사토 하루오(佐藤春夫) 작사, 고노에 히데마로(近衛秀麿) 작곡. 1931년에 제정되었다.
| 일본어 가사 | 한국어 번역본 |
| --- | --- |
| 1절 若きわれらが命のかぎり ここに捧げて（ああ）愛する母校 見はるかす窓（の）富士が峰の雪 蛍集めむ門の外濠 よき師よき友つどひ結べり 法政 おお わが母校 2절 若きわれらが命のかぎり ここに捧げて（ああ）愛する母校 われひと共にみとめたらずや 進取の気象質実の風 青年日本の代表者 法政 おお わが母校 | 1절 젊은 우리들이 목숨 다하도록 여기 목숨바쳐 사랑할 모교 창 너머 비치는 눈 덮인 후지산 산등성이 반딧불 모여드는 여울목 소토보리 좋은 스승 좋은 벗들 모여 맺어진 호세이 오오 우리들의 모교 2절 젊은 우리들이 목숨 다하도록 여기 목숨바쳐 사랑할 모교 나와 다른이 더불어 이루는 진취적 기상 실질적 학풍 청년 일본의 대표자 호세이 오오 우리들의 모교 |

## 연혁

도쿄 법학사(東京法学社), 도쿄 법학교(東京法学校)의 주요 인물
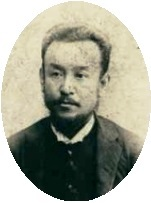
삿타 마사쿠니(薩埵正邦). 도쿄 법학사 설립자, 도쿄 법학교 초대 교장.
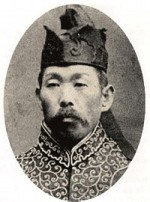
가나마루 마가네(金丸鉄). 도쿄 법학사 설립자.
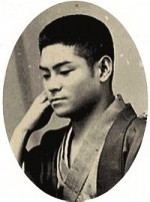
이토 오사무(伊藤修). 도쿄 법학사 설립자.
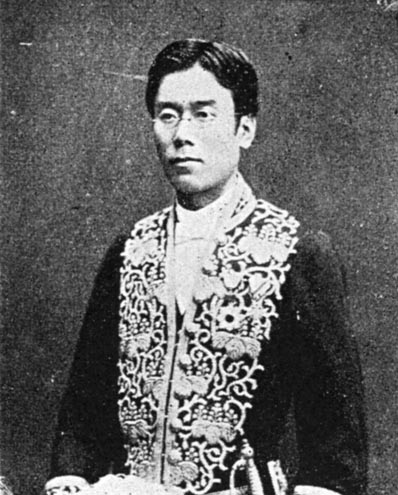
가와즈 스케유키(河津祐之). 도쿄 법학교 제2대 교장.

불학회(仏学会), 도쿄 불학교(東京仏学校)의 주요 인물
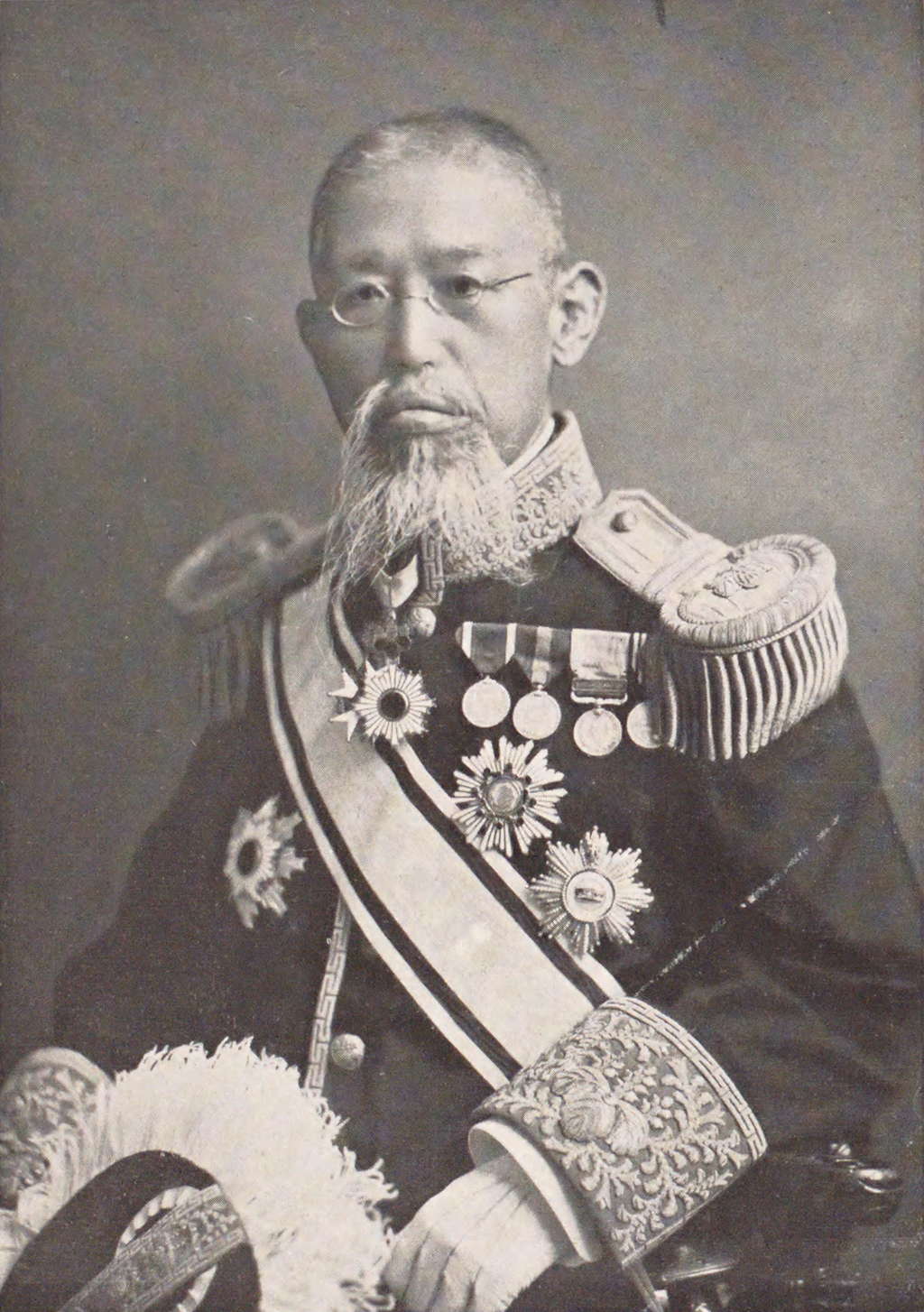
쓰지 신지(辻新次). 도쿄 불학교 설립자.
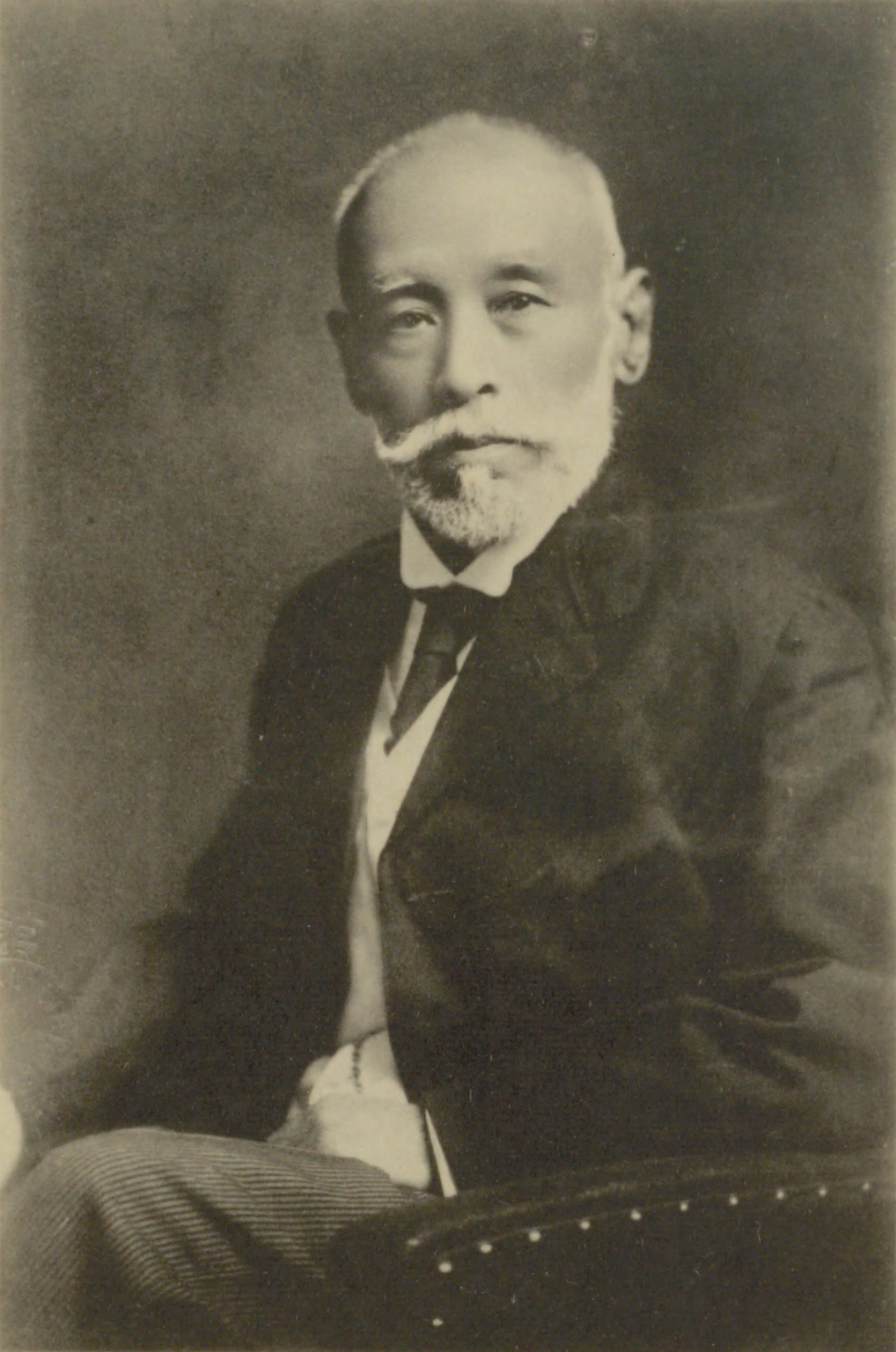
후루이치 코이(古市公威). 도쿄 제국대학 공과대학 초대 학장, 도쿄 불학교 초대 교장.
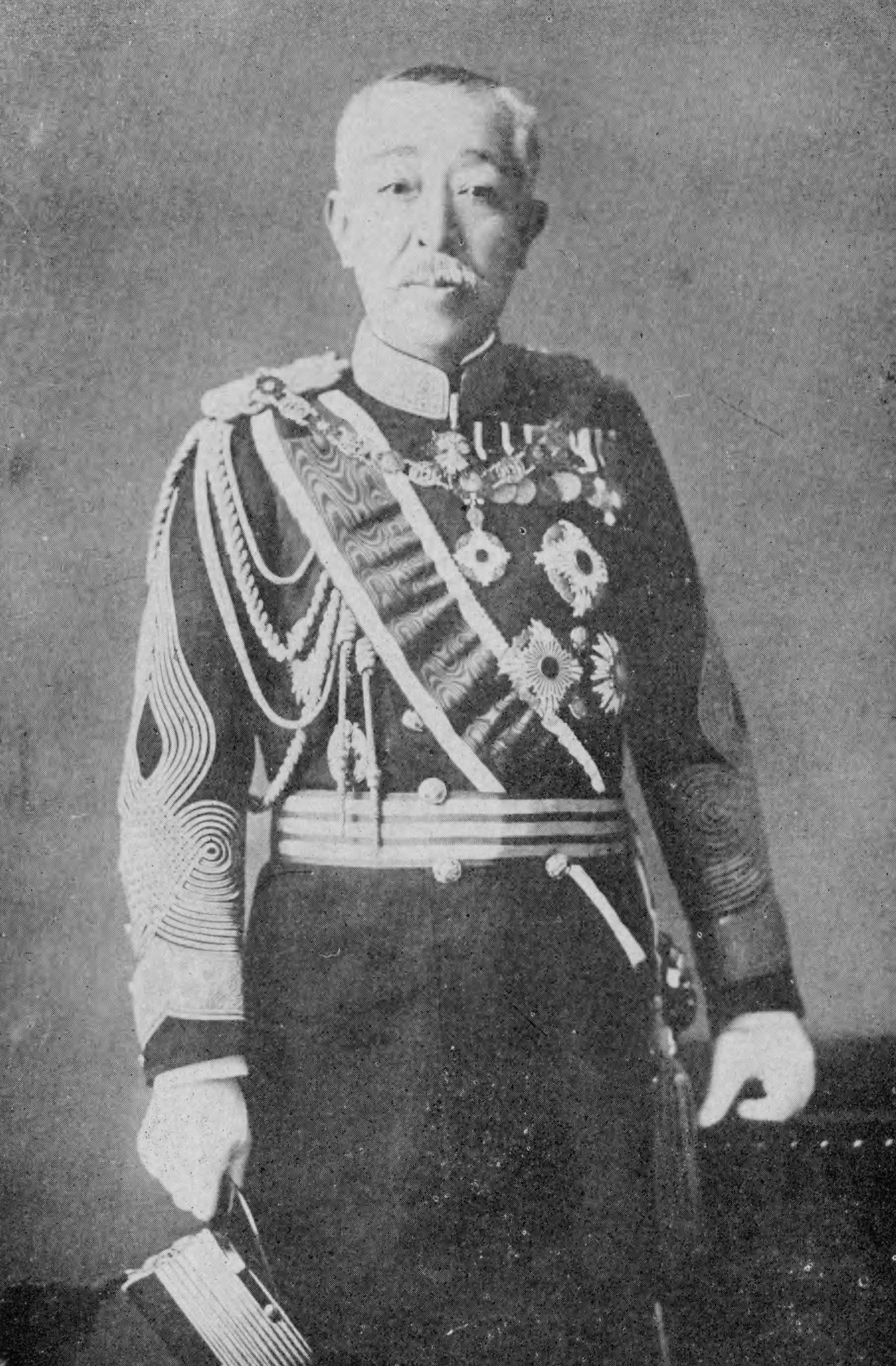
후시미노미야 사다나루 친왕(伏見宮貞愛親王). 불학회 명예회원. 황족.
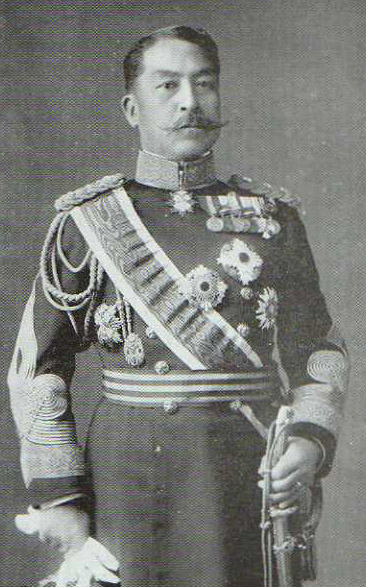
간인노미야 고토히토 친왕(閑院宮載仁親王). 회칙 개정으로 사실상 불학회 총재에 취임. 황족, 원수, 육군 대장.
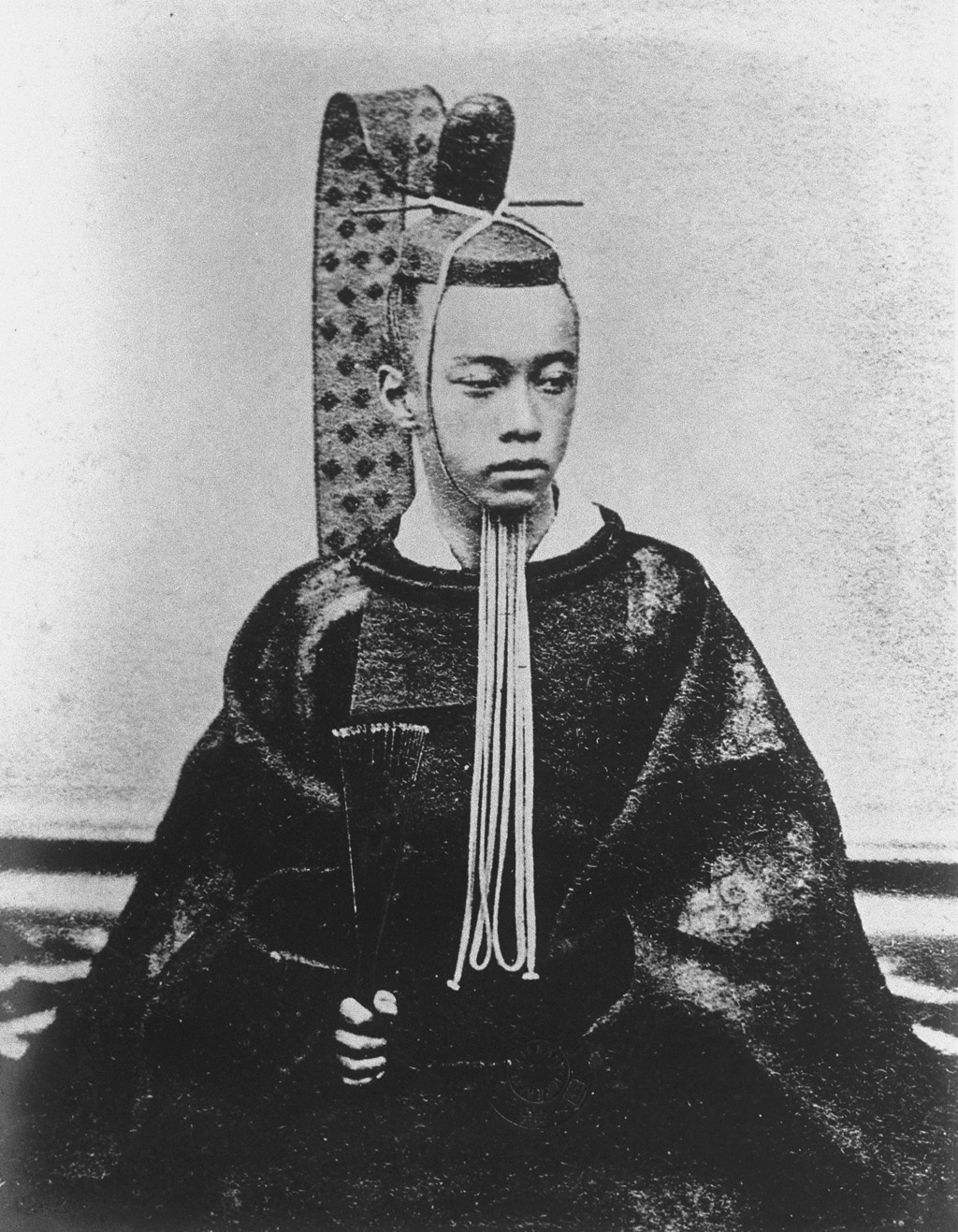
도쿠가와 아키타케(徳川昭武). 불학회 명예회원. 에도 막부 제15대 쇼군(将軍) 도쿠가와 요시노부의 이복 남동생.
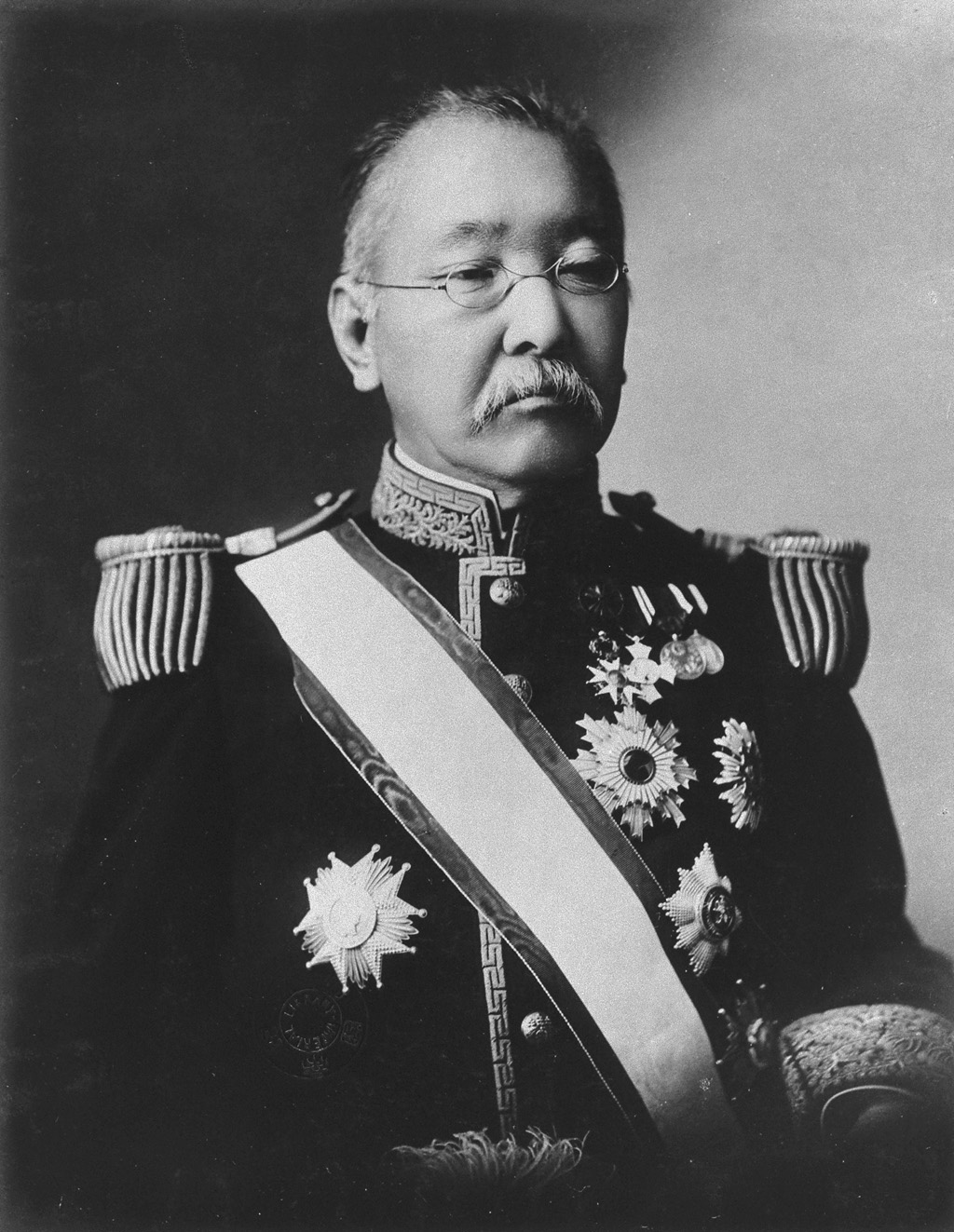
하치스카 모치아키(蜂須賀茂韶). 불학회 명예회원, 도쿄 불학교 상의위원(商議委員). 공작. 귀족원 의장, 문부대신을 역임했다.
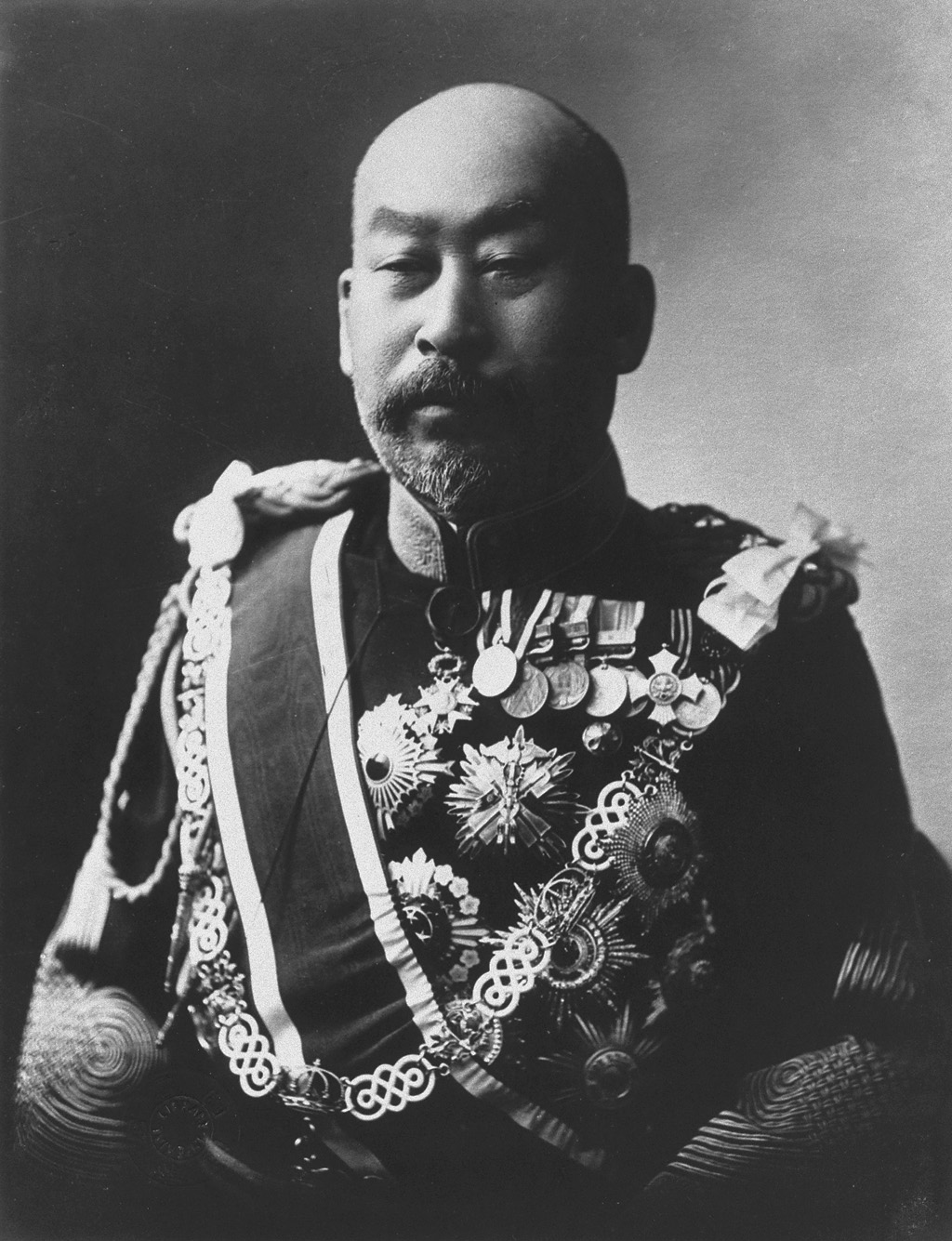
데라우치 마사타케(寺内正毅). 일본의 제18대 내각총리대신. 불학회 설립자.

와후쓰 법률학교(和仏法律学校)의 주요 인물
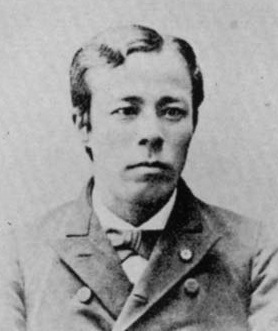
미쓰쿠리 린쇼(箕作麟祥). 와후쓰 법률학교 초대 교장.
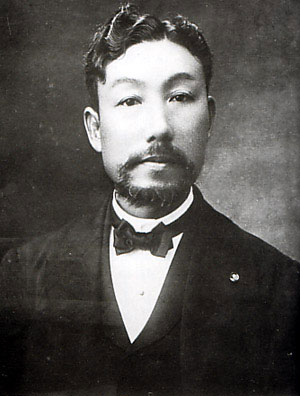
학조(学祖) 우메 겐지로(梅謙次郎). 와후쓰 법률학교 교장. 호세이 대학 초대 총리(총장).
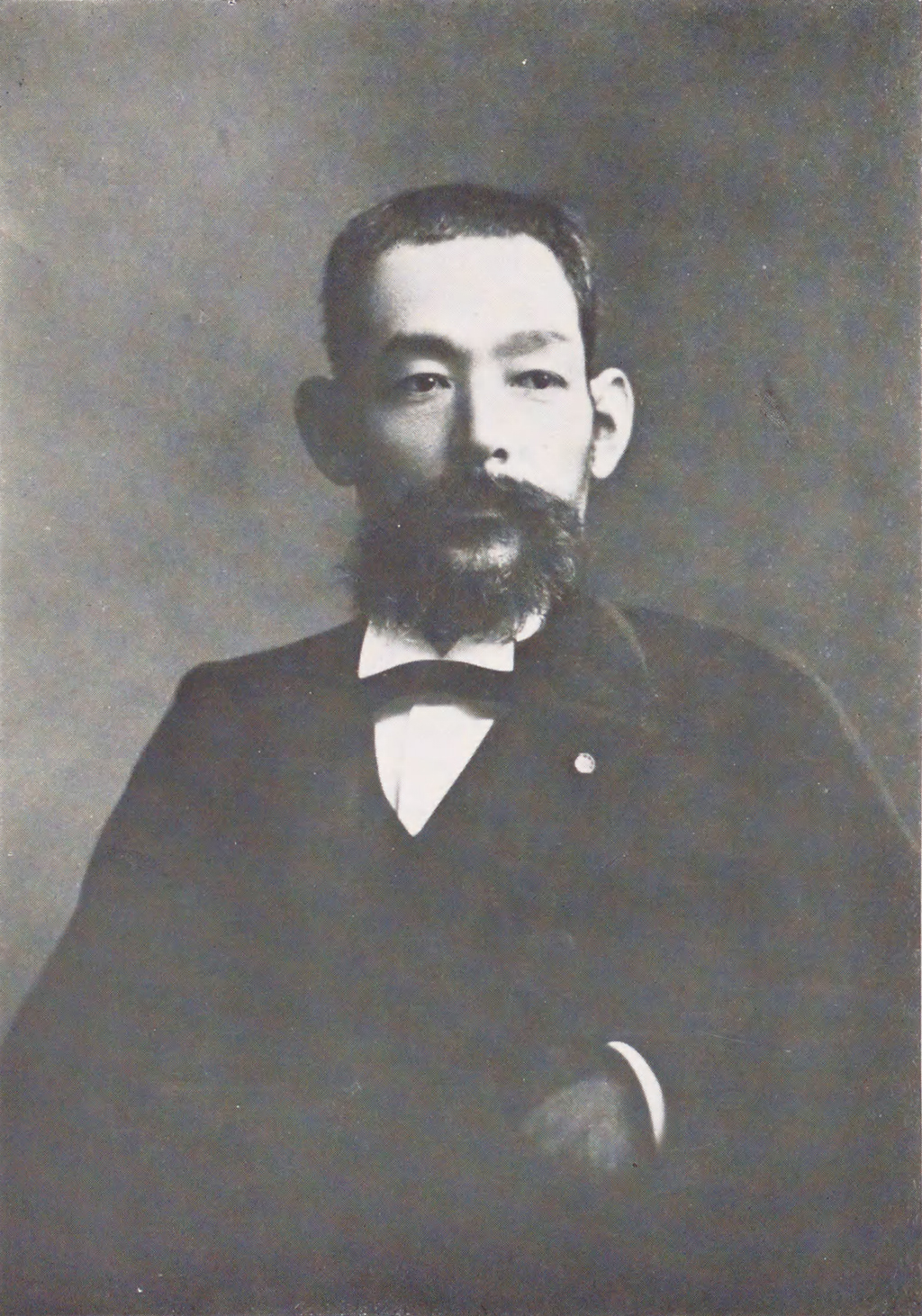
도미이 마사아키라(富井政章). 와후쓰 법률학교 교장. 도쿄 제국대학 법과대학장.
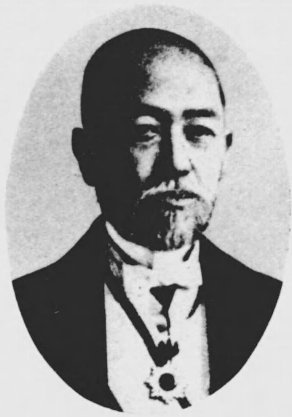
요코타 구니오미(横田国臣). 와후쓰 법률학교 교장.
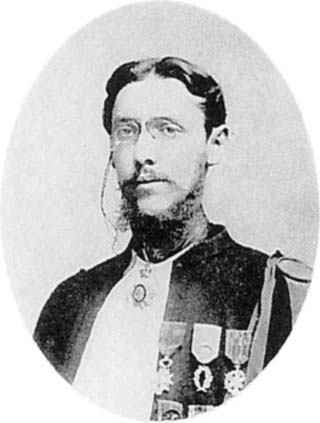
미셸 루본(Michel Revon). 와후쓰 법률학교 제2대 교감(教頭). 사법성 명예 법률 고문. 도쿄 제국대학 법과대학 교수. 프랑스 귀국 후, 파리 대학교 교수.

- 1880년 도쿄 스루가다이(駿河台)에 도쿄 법학사(東京法学社) 설립.
- 1881년 도쿄 법학교(東京法学校)로 개칭.
- 1883년 초대 교감(教頭) 귀스타브 에밀 보아소나드 취임.
- 1885년 통신교육기관 설치.
- 1886년 일불협회(日仏協会)의 전신인 불학회(仏学会)에 의해 도쿄 불학교(東京仏学校) 설립 (불학교 = 프랑스 학교).
- 1889년 도쿄 법학교와 도쿄 불학교가 합병. 와후쓰 법률학교(和仏法律学校)로 개칭 (와후쓰 = 일본과 프랑스).
- 1903년 전문학교로 승격. 호세이 대학으로 개칭.
- 1904년 청나라 유학생을 위한 법정 속성과를 설치.
- 1909년 설립 30주년 기념식 거행. 시부사와 에이이치(당시 남작), 가쓰라 다로(제11, 13, 15대 내각총리대신), 주일프랑스대사 참사관 등 참석.
- 1917년 도쿄 6대학 야구 연맹의 전신인 3대학 리그(와세다 대학, 게이오기주쿠 대학, 메이지 대학)에 가입, 4대학 리그(早慶明法)결성.
- 1920년 대학령에 의해 대학으로 승격. 법학부와 경제학부를 설치.
- 1921년 현 이치가야(市ケ谷) 캠퍼스에 이전.
- 1922년 법학부에 문학과, 철학과 신설. 법문학부로 개편.
- 1925년 도쿄 6대학 야구 연맹 출범.
- 1928년 설립 50주년 기념식 거행. 다나카 기이치(제26대 내각총리대신), 미즈노 렌타로, 하라 요시미치, 고토 신페이, 주일프랑스대사 등 참석.
- 1930년 도쿄 6대학 야구 리그 첫 우승.
- 1936년 대학 부지 내에 호세이 중학교(法政中学校, 현 호세이 대학 중학교・고등학교) 설립.
- 1944년 공학부의 전신인 호세이 대학 항공 공업 전문학교(法政大学航空工業専門学校) 설립.
- 1947년 법문학부를 법학부, 문학부로 개편.
- 1950년 공학부 설치.
- 1952년 주오노동학원대학(中央労働学園大学)을 합병. 사립대학 최초로 사회학부 설치.
- 1964년 고가네이(小金井) 캠퍼스 준공.
- 1972년 학생회관 준공.
- 1977년 국제교류센터 설치.
- 1980년 설립 100주년. 일본여자학원(日本女子学園) 부지에 80년관(도서관, 연구실동) 준공.
- 1984년 다마(多摩) 캠퍼스 준공. 경제학부, 사회학부가 이치가야 캠퍼스에서 다마 캠퍼스로 이전.
- 1999년 국제문화학부, 인간환경학부 설치.
- 2000년 설립 120주년. 현대복지학부, 정보과학부 설치. 이치가야 캠퍼스 보아소나드 타워 준공.
- 2001년 경제학부에 국제경제학과 신설.
- 2002년 사회학부에 미디어사회학과 신설.
- 2003년 커리어디자인학부 설치. 경영학부에 경영전략학과와 시장경영학과 신설. 문학부에 심리학과 신설.
- 2006년 카에쓰여자학원중고등학교(嘉悦学園女子中学校・高等学校) 부지 인수, 캠퍼스 확장. 이치가야 캠퍼스 후지미자카 교사(富士見坂校舎) 이용 개시.
- 2007년 이치가야 캠퍼스 소토보리 교사(外濠校舎) 준공.
- 2008년 공학부를 이공학부와 생명과학부로 개편, GIS(글로벌교양학부) 설치.
- 2009년 스포츠건강학부 설치.
- 2010년 설립 130주년. 복지커뮤니티학과, 임상심리학과 신설.
- 2013년 도쿄 6대학 첫 여성총장 (다나카 유코, 일본어: 田中優子) 선출.
- 2016년 이치가야 캠퍼스 후지미 게이트(富士見ゲート) 준공.
- 2019년 이치가야 캠퍼스 오우치야마 교사(大内山校舎) 준공.
- 2020년 HOSEI뮤지엄(Hosei University Museum) 개관.

## 캠퍼스
- 이치가야(市ケ谷) 캠퍼스 : 대학 본부 캠퍼스.
- 도쿄도 지요다구 후지미(富士見) 2-17-1
- 다마(多摩) 캠퍼스 : 경제학부, 사회학부, 현대복지학부, 스포츠건강학부 캠퍼스.
- 도쿄도 마치다시(町田市) 아이하라마치(相原町) 4342
- 고가네이(小金井) 캠퍼스 : 정보과학부, 이공학부, 생명과학부 캠퍼스.
- 도쿄도 고가네이시 가지노초(梶野町) 3-7-2

## 학부

#### 이치가야(市ケ谷) 캠퍼스
- 법학부
  - 법률학과
  - 정치학과
  - 국제정치학과
- 문학부
  - 철학과
  - 일본문학과
  - 영문학과
  - 사학과
  - 지리학과
  - 심리학과
- 경영학부
  - 경영학과
  - 경영전략학과
  - 시장경영학과
- 국제문화학부
  - 국제문화학과
- 인간환경학부
  - 인간환경학과
- 커리어디자인학부
  - 커리어디자인학과
- 디자인공학부
  - 건축학과
  - 도시환경디자인공학과
  - 시스템디자인학과
- GIS (글로벌교양학부)
  - 글로벌교양학과

#### 다마(多摩) 캠퍼스
- 경제학부
  - 경제학과
  - 국제경제학과
  - 현대비즈니스학과
- 사회학부
  - 사회정책과학과
  - 사회학과
  - 미디어사회학과
- 현대복지학부
  - 복지커뮤니티학과
  - 임상 심리학과
- 스포츠건강학부
  - 스포츠건강학과

#### 고가네이(小金井) 캠퍼스
- 정보과학부
  - 컴퓨터과학과
  - 디지털미디어학과
- 이공학부
  - 기계공학과
    - 기계공학 전수
    - 항공조종학 전수

  - 전기전자공학과
  - 응용정보공학과
  - 경영시스템공학과
  - 창생과학과
- 생명과학부
  - 생명기능학과
  - 환경응용화학과
  - 응용식물과학과

#### 통신교육과정
- 법학부
  - 법률학과
- 문학부
  - 일본문학과
  - 사학과
  - 지리학과
- 경제학부
  - 경제학과
  - 상업학과

## 대학원
- 인문과학연구과
  - 철학전공
  - 일본문학전공
  - 영문학전공
  - 사학전공
  - 지리학전공
  - 심리학전공
  - 국제일본학 인스티튜트
- 국제문화연구과
  - 국제문화전공
- 경제학연구과
  - 경제학전공
    - 석사(M.A.) 프로그램
    - 박사(Ph.D.) 프로그램
- 법학연구과
  - 법률학전공
- 정치학연구과
  - 정치학전공
  - 국제정치학전공
- 사회학연구과
  - 사회학전공
- 경영학연구과
  - 경영학전공
- 인간사회연구과
  - 복지사회전공
  - 임상심리학전공
  - 인간복지전공
- 정책창조연구과
  - 정책창조전공
- 공공정책연구과
  - 공공정책학전공
  - 서스테이너빌리티학전공
- 커리어디자인연구과
  - 커리어디자인학전공
- 연대사회 인스티튜트
- 스포츠건강연구과
  - 스포츠건강학전공
- 정보과학연구과
  - 정보과학전공
- 디자인공학연구과
  - 건축학전공
  - 도시환경디자인공학전공
  - 시스템디자인전공
- 이공학연구과
  - 기계공학전공
  - 전기전자공학전공
  - 응용정보공학전공
  - 시스템이공학전공 창생과학계
  - 시스템이공학전공 경영시스템계
  - 응용화학전공
  - 생명기능학전공
- 종합이공학 인스티튜트 (IIST)
- 법무연구과 (법과대학원)
- 이노베이션 매니지먼트연구과

## 부속 기관
- 오하라 사회문제연구소
- 일본통계연구소
- 노가미 기념 호세이대학 노가쿠연구소
- 정보미디어 교육연구센터
- 오키나와 문화연구소
- 스포츠 연구센터
- 보아소나드 기념 현대법 연구소
- 이온빔공학 연구소
- 비교경제연구소
- 이노베이션 매니지먼트 연구센터
- 국제일본학연구소
- 지역연구센터
- 에코 지역 디자인연구센터
- 마이크로 나노테크놀로지 연구센터
- 에도도쿄연구센터

## 학생 생활

### 학원제

#### 자주호세이제(自主法政祭)
호세이 대학 축제의 가장 큰 특징은 대학 측의 관여가 적고 학생이 주최한다는 점이다.
자주호세이제는 3캠퍼스 중 이치가야와 다마 캠퍼스에서 열린다.
이치가야, 다마 학원제의 역할과 분위기는 각각 다르다. 다마 축제에서는 넓은 캠퍼스를 이용한 "자연을 살리고 지역과 함께하는 축제", 이치가야 축제에서는 학생들의 참가가 적극적인 "학생 문화 발전의 장"라는 의미를 갖는다.
다마 캠퍼스 축제에서는 지역 주민이 학생들과 교류하는 모습을 많이 볼 수 있다.

#### 고가네이제(小金井祭)
고가네이 캠퍼스에서는 기술 연맹과 지식인들로 구성된 "호세이 대학 기획 실행 위원회"의 주최로 매년 11월 초에 3일간 "고가네이제"가 개최된다.

### 신입생환영제

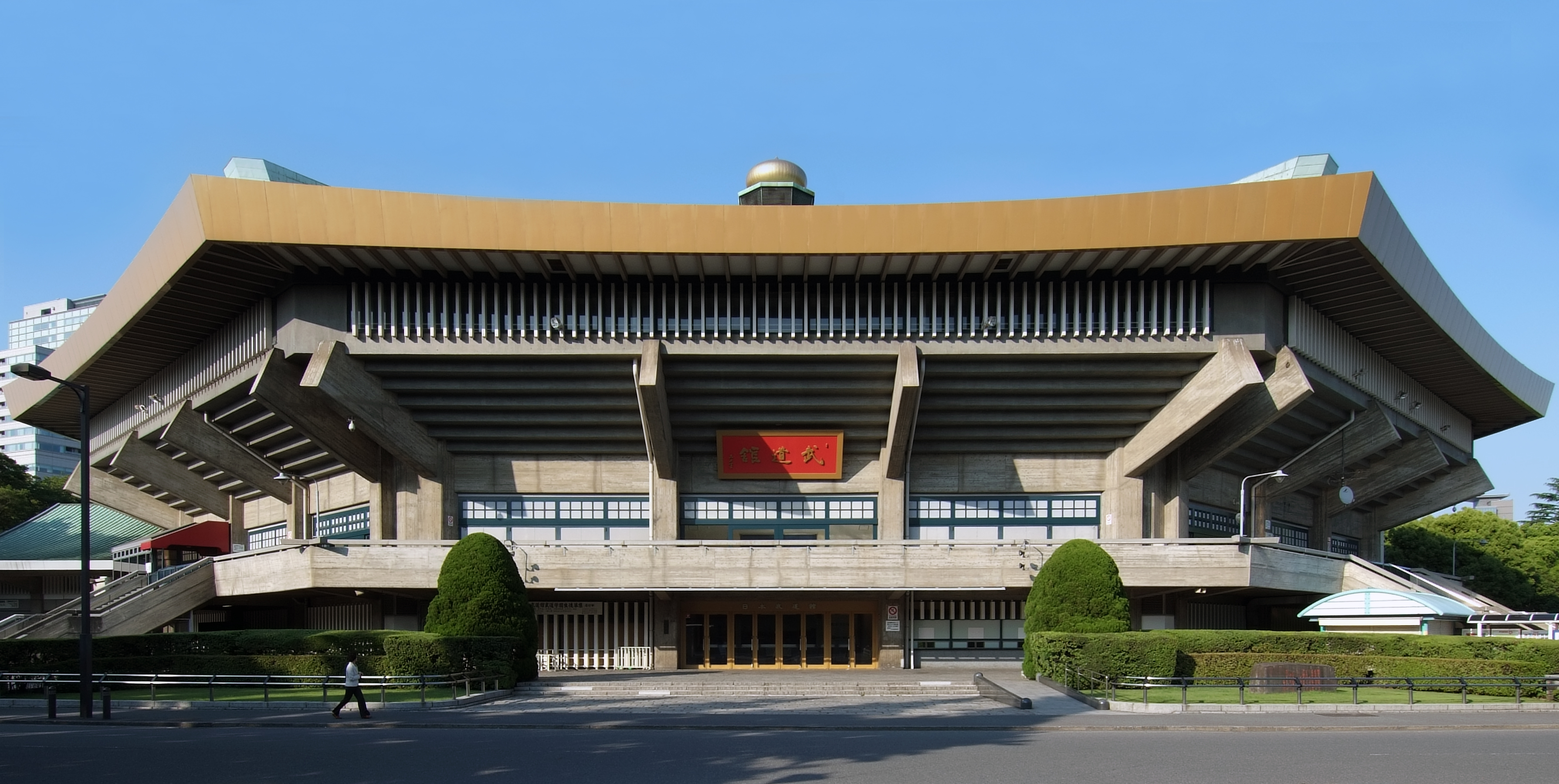
입학식이 진행되는 부도칸

매년 봄, 입학식과 개강 사이에 개최된다. 주로 신입생들을 대상으로 한 동아리 설명회가 열린다.
자주호세이제 실행위원회(自主法政祭実行委員会)가 주최하고 있으며, 대학 측과 협력하여 각종 오리엔테이션이 끝난 뒤 동아리 합동 설명회를 실시한다.
입학식이 열리는 부도칸에서 이치가야 캠퍼스까지 신입생들에게 동아리를 홍보 하는 학생들을 볼 수 있다.

### 스포츠
- 호세이 대학 야구부는 도쿄 6대학 야구 연맹에 소속되어 있다. 도쿄 6대학 야구 리그전에서는 45회 우승, 전일본 대학 야구 선수권 대회에서 최다 8회 우승, 메이지 진구 야구 대회(明治神宮野球大会)에서는 3회 우승 했다.
- 미식 축구부는 간토에서 우승 18회, 고시엔 볼(甲子園ボウル)에는 17회 출전, 5회 우승 했다.
- 럭비부는 제1회 전국 대학 선수권에서 우승했다. 대학 선수권에서 우승 3회, 준우승 5회. 간토 럭비 풋볼 협회에 소속되어 있으며, 간토 대학 럭비 리그전에서 활약하고 있다.
- 축구부는 천황배 전일본 축구 선수권 대회에서 준우승 1회 전 일본 대학 선수권에서 우승 2회, 준우승 8회. 총리대신배에서는 우승 3회, 준우승 4회, 간토 대학 축구 리그전 1부에서 우승 3회, 준우승 5회의 실적을 남기고 있다.
- 육상경기부는 올림픽 선수, 세계 육상 선수 등 육상 분야에서 활약하는 많은 졸업생들을 배출했다. 하코네 역전 경주에서는 2001년 왕로(往路) 우승과 2006년 귀로(復路) 우승을 했다.
- 보트부는 대학 간 대항 경기에서 상위 입상한 경험이 많다. 전통 경기인 4월 29일(녹색의 날)의 그린 레가타(グリーンレガッタ)에 참가하고 있다. 그린 레가타는 호세이 대학, 주오 대학, 일본체육대학, 도쿄 경제대학 4개 대학이 종합 우승을 겨루는 경기이다.
- 복싱부는 1924년에 설립되었다. 전일본 복싱 선수권 대회에서 39명, 국민체육대회에서 35명의 챔피언을 배출했다.

### 대학의 학생 지원 제도

#### 학생 챌린지 서포트 제도
개인, 단체에 상관 없이 호세이 대학 학생이 기획한 과외생활을 지원하는 제도이다. 대학의 승인을 받으면 활동에 대한 지원금이 지급된다.

#### 호세이 대학 현상(懸賞) 논문
1978년 설립된 제도. 학부생과 통신교육부생이 출원할 수 있으며, 주제는 소속 학부에 관계없이 자유롭게 정할 수 있다. 우수논문은 잡지호세이(雑誌法政) 또는 우수논문집(優秀論文集)에 게재된다.

#### Hosei PSC
동아리, 세미나 활동 이외에 학생들의 교류와 교양의 장을 제공하기 위해 설립된 시스템이다. 학생들에게 과외활동을 제안, 실행 하고 있다. 2007년에는 문부과학성의 "새로운 사회적 요구에 대응한 학생 지원 프로그램(학생 지원 GP)"에 채택되었다. 학생 스태프들을 중심으로 과외 교양 프로그램, 캐리어 지원, 향우회, 장애 학생 지원, 봉사 지원 등 7개 프로젝트를 진행하고 있다.

#### 호세이 대학 자원봉사센터
학생들에게 봉사 활동 소개 및 지원과 교내외 봉사 단체 중개 등을 실시한다. 이치가야, 고가네이, 다마 각 캠퍼스에 설치 되어있다.

## 대외 관계

### 해외 거점교류 기관

#### 아시아
- 중화민국
  - 타이완 사무소(타이베이시)

### 한국 대학 · 연구 기관과의 관계
- 연세대학교
- 연세대학교 지역발전연구소
- 연세대학교 정경대학원
- 덕성여자대학교
- 성공회대학교 사회사연구소
- 서울대학교 경영학부
- 서울대학교 일본연구소
- 고려대학교
- 가천대학교
- 이화여자대학교
- 인하대학교 산업경제연구소
- 서울시립대학교
- 성신여자대학교
- 한국외국어대학교
- 중앙대학교
- 건국대학교
- 경기대학교
- 부산외국어대학교
- 호서대학교

### 지방 자치체와의 협정
- 도쿄도 지요다구
  - 조성금
  - 지요다구에 관한 다양한 사상을 하나의 학문으로서 배우는 "지요다학" 협정. 지요다구에 관한 조사, 연구 사업에 대하여 구가 보조금을 부담, 구와 대학이 협력하여 지요다에 관한 사상을 학문으로서 배우고, 구의 행정 발전에 기여할 목적으로 창설되었다.[1]
- 도쿄도 다이토구
  - 중소 기업 종합 컨설팅 네트워크
- 도쿄도 미타카시
  - 사업 협력 협정
- 가나가와현 가와사키시
  - 가와사키시 공무원 연수원 여성 라이프 밸런스 연수(2006년)
- 나가노현 하라촌
  - 사업 협력 협정
- 이시카와현 하쿠산시
- 기후현 히다시
- 아키타현 센보쿠시
  - '호세이 대학 지역 만들기 학원' 개최(2007년)
- 아키타현 가쿠노다테마치
- 후쿠이현 오노시
- 가고시마현 오쿠치시
  - 배달 부흥 심포지엄 제휴
- 도쿄도 오메시
  - 공동 프로젝트 '무사시미타케 신사 및 오시케 고문서 학술 조사단' 결성
- 도쿄도 히노시
  - 사업 협력 협정

## 부속 학교
- 호세이 대학 중학교・고등학교 (法政大学中学校・高等学校)
- 호세이 대학 제2중학교・고등학교 (法政大学第二中学校・高等学校)
- 호세이 대학 국제고등학교 (法政大学国際高等学校)

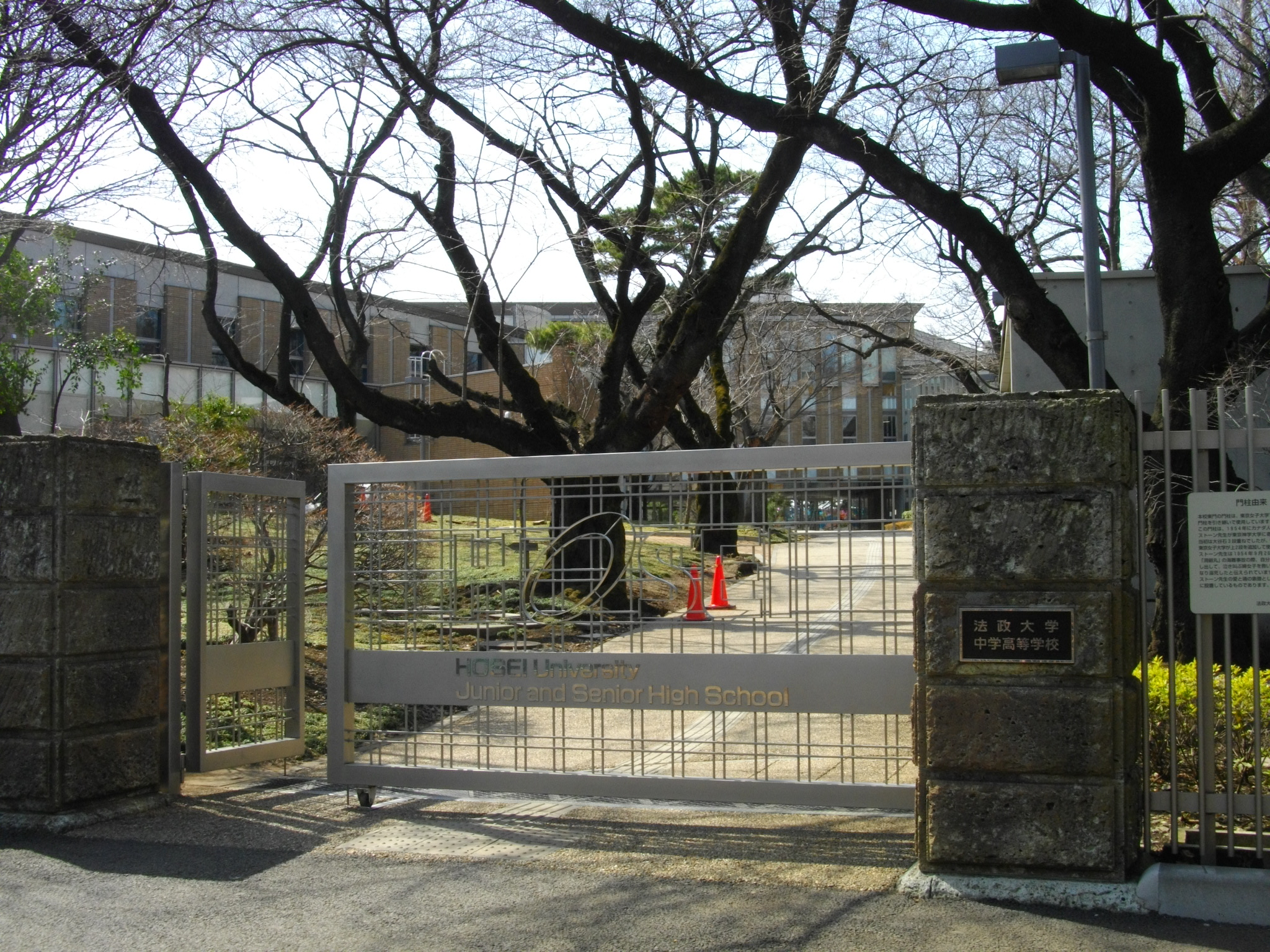
호세이 대학 중학교・고등학교
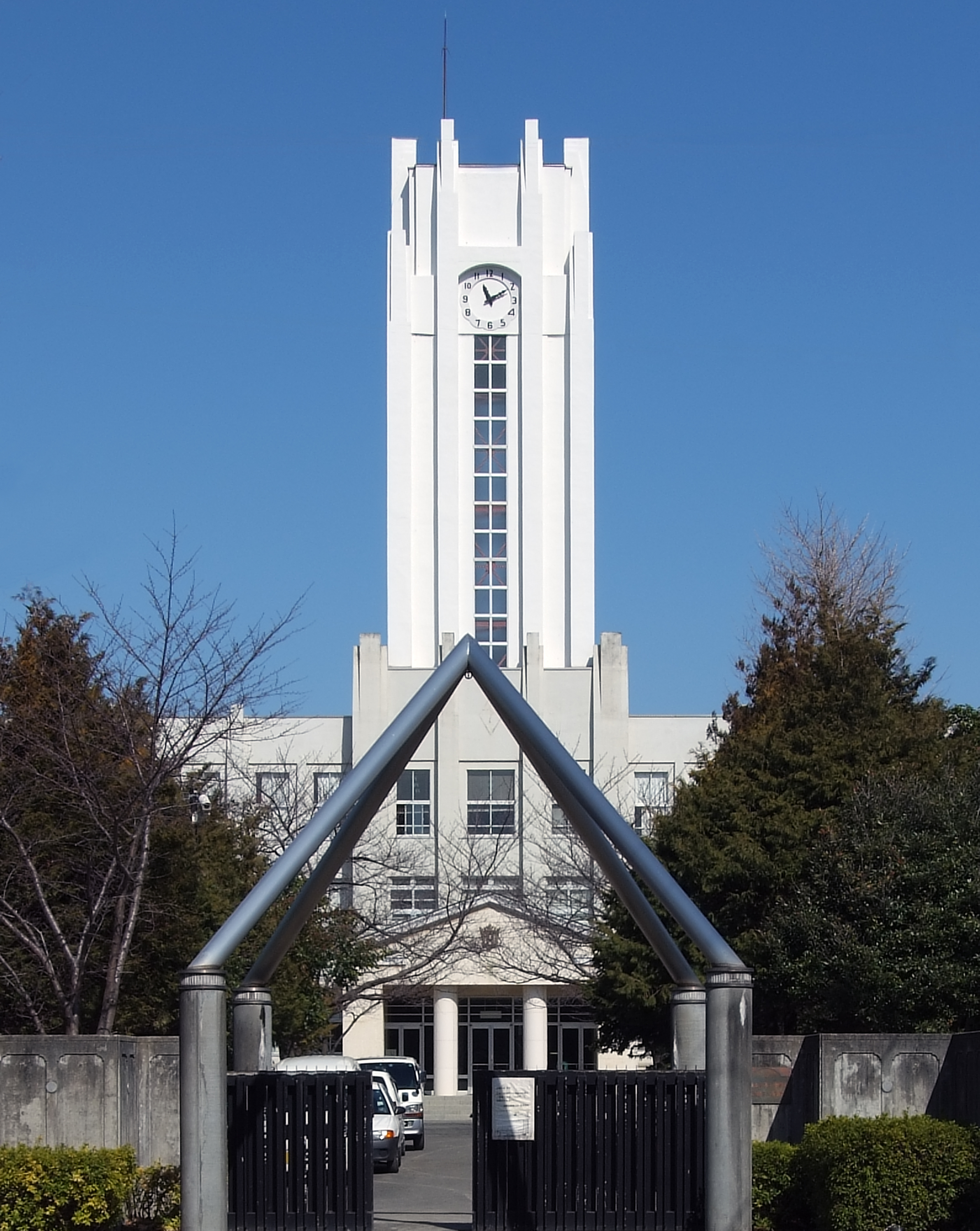
호세이 대학 제2중학교・고등학교
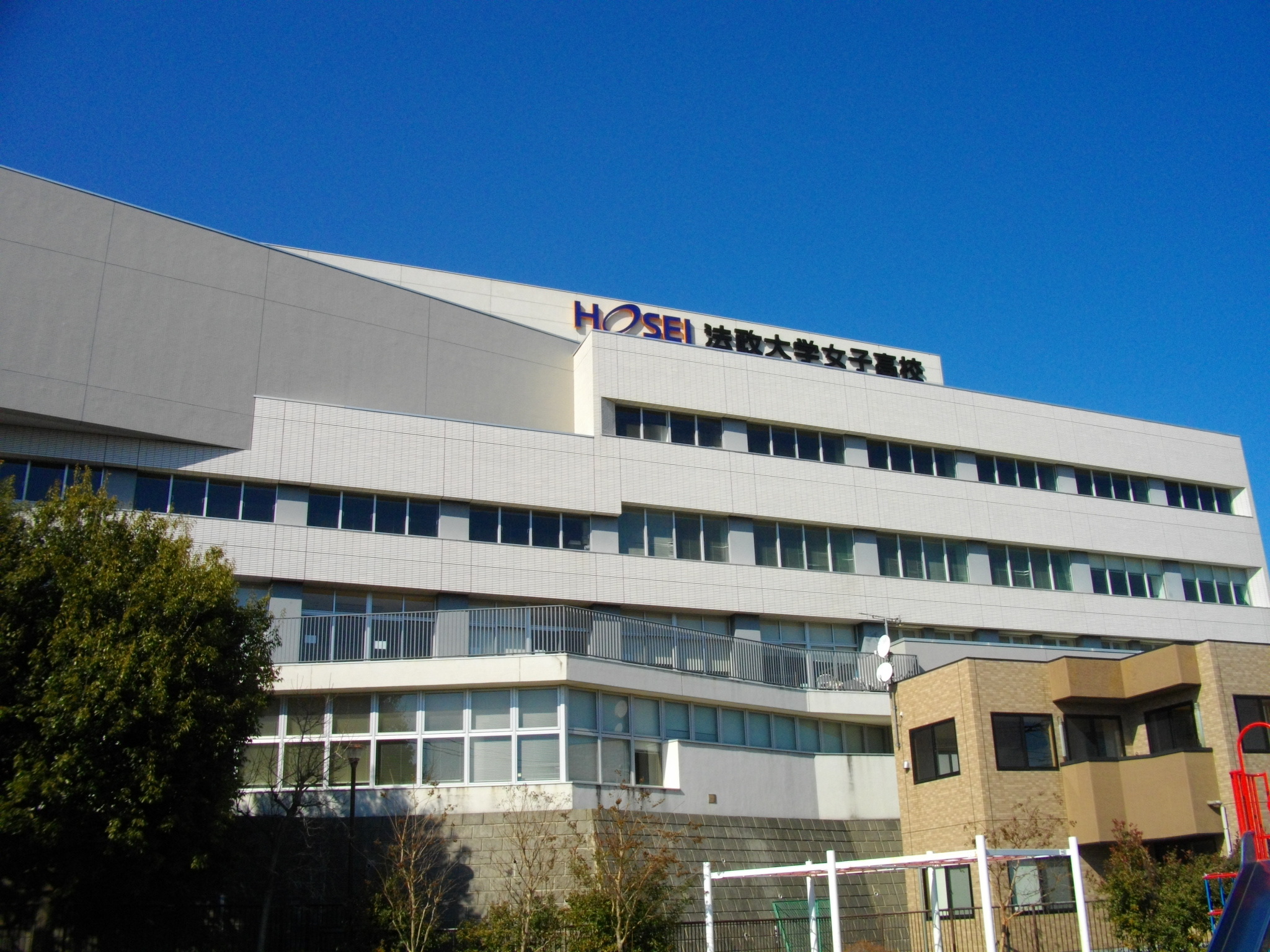
호세이 대학 국제고등학교

## 관련 사건
2025년 1월 10일 발생한 호세이 대학 타마캠퍼스의 한 강의실에 쇠망치를 휘둘린 학생 8명 부상을 입었고, 한국인 유학생 유주현(22세, 사회학부 2학년)씨 여성 가해자였다.

## 같이 보기
- 도쿄 6대학 야구 연맹
- 도쿄 6대학
- MARCH
- 슈퍼 글로벌 대학